# Rio Restigouche
O Rio Restigouche é um rio canadense que estende-se do noroeste da província de New Brunswick até o sudeste da província de Quebec, sendo que a sua maior parte está em New Brunswick. Tem cerca de 200 km de extensão.